# 아델라이트 폰 외스터라이히 여대공
마리아 아델하이트 폰 외스터라이히(독일어: Adelheid von Österreich, 1822년 6월 3일 ~ 1855년 1월 20일)는 비토리오 에마누엘레 2세의 왕비다. 롬바르도베네토 왕국의 총독, 오스트리아 대공 라니에리(오스트리아 이름 레이너 요제프)의 딸이다.
1842년 4월 12일 훗날 사르데냐의 국왕이 되는 비토리오 에마누엘레와 결혼해 사보이아 공작 부인이 되었으며, 그가 사르데냐와 피에몬테의 국왕이 되자, 사르데냐와 피에몬테의 왕비가 되었다. 남편과의 사이에서 이탈리아의 왕 움베르토 1세와 스페인의 왕 아마데오 1세를 비롯해 여덟 명의 아이들을 낳았다. 1855년 토리노에서 사망하였다. 이탈리아 통일 전에 죽었기 때문에 이탈리아 왕비의 칭호를 받지는 못했다.

## 자녀
| 사진 | 이름                                 | 생일             | 사망                  | 기타                                                                   |
| ---- | ------------------------------------ | ---------------- | --------------------- | ---------------------------------------------------------------------- |
|      | 사보이아의 마리아 클로틸데           | 1843년 3월 2일   | 1911년 6월 25일(68세) | 나폴레옹의 조카손자 나폴레옹 조제프 샤를 폴 보나파르트와 결혼, 2남 1녀 |
|      | 움베르토 1세                         | 1844년 3월 14일  | 1900년 7월 29일(56세) | 이탈리아 국왕. 슬하 1남.                                               |
|      | 아마데오 1세                         | 1845년 5월 30일  | 1890년 1월 18일(44세) | 스페인 국왕, 4남                                                       |
|      | 오도네 에우제니오 마리아 디 사보이아 | 1846년 7월 11일  | 1866년 1월 22일(19세) | 요절.                                                                  |
|      | 마리아 피아 디 사보이아 왕녀         | 1847년 10월 16일 | 1911년 7월 5일(63세)  | 포르투갈 루이스 1세와 결혼. 슬하 2남.                                  |
|      | 카를로 알베르토                      | 1851년 6월 2일   | 1854년 6월 28일(3세)  | 요절.                                                                  |
|      | 비토리오 에마누엘레                  | 1852년 7월 6일   | 1852년 7월 6일        | 요절.                                                                  |
|      | 비토리오 에마누엘레                  | 1855년 1월 18일  | 1855년 5월 17일(41세) | 요절.                                                                  |